# Thiên hoàng Heizei
Thiên hoàng Bình Thành (平城天皇 Heizei-tennō, 25 tháng 9 năm 774 – 5 tháng 8 năm 824), cũng được biết đến như Heijō-Tenno là Thiên hoàng thứ 51 của Nhật Bản theo truyền thống thứ tự kế thừa ngôi vua. Triều đại của Heizei kéo dài từ 806 đến 809.

## Tường thuật truyền thống
Ông tên thật là hoàng tử Ate, con trai trưởng của Thiên hoàng Hoàn Vũ và hoàng hậu Fujiwara no Otomuro. Heizei có ba hoàng hậu và bảy con trai lẫn con gái.
Tháng 11/785, Ông được bổ nhiệm làm Thái tử ở tuổi 12, trong thời gian cha ông đang trị vì.
Tháng 4/806, Thiên hoàng Hoàn Vũ băng hà và hoàng thái tử Ate lên ngôi, lấy hiệu là Heizei và đặt niên hiệu là Daido.

## Trị vì
Ông bắt đầu trị vì từ ngày 9/4/806, ngay sau khi cha băng hà. Thời Heizei được đánh dấu bằng cuộc cải tổ quân đội hoàng gia: ông chia thành hai bộ phận là cấm vệ quân (bảo vệ vua và hoàng gia) và quân bảo vệ kinh đô (hay kinh thành, gọi khác là "quyền cấm quân"). Chỉ huy hai đội quân hoàng gia này chính là Chinh di đại tướng quân (Shogun) có tên Sakanoue no Tamuramaro, người từng được cha mình cử làm đại tướng đi đánh quân man di tại Emishi.
Từ năm 806, vua Bột Hải Khang Vương của vương quốc Bột Hải có các hoạt động thương mại với Nhật Bản và cũng thường xuyên cử sứ thần sang Nhật Bản.
Tháng 1/809, Heizei bị ốm nặng. Ông tuyên bố thoái vị, nhường ngôi cho em trai là hoàng tử Kamino - ông này lên ngôi, hiệu là Thiên hoàng Saga.

## Sau khi thoái vị
Sau khi tuyên bố thoái vị, Heizei rút lui về hành cung ở kinh đô cũ Nara sinh sống. Ông được nhân dân kính trọng, gọi là "Thiên hoàng Nara".
Mùa thu năm 810, vợ của cựu Thiên hoàng Heizei là Fujiwara no Kosuko liên minh với anh trai là Nakanari âm mưu chính biến cung đình nhằm lật đổ tân Thiên hoàng Saga để phục ngôi cho chồng. Tuy nhiên, cuộc chính biến này bị thất bại và Kosuko đã phải tự tử bằng thuốc độc, anh trai bà ta bị giết chết. Sau sự kiện này, cựu Thiên hoàng cạo trọc đầu để trở thành nhà sư.
Ngày 05 tháng 8 năm 824 (niên hiệu Tenchō 1, ngày 7 tháng 7): Heizei qua đời vì bệnh tật ở tuổi 51, 14 năm sau khi ông thoái vị.
Trong 3 năm trị vì, ông đặt hai niên hiệu là Enryaku (niên hiệu cũ của cha là Thiên hoàng Kanmu), Daido (5/806 - 5/809). Niên hiệu này về sau được người em là Thiên hoàng Saga tiếp tục sử dụng đến tháng 9/810 thì kết thúc.

### Kugyō
- Tả đại thần (không chỉ định)
- Hữu đại thần: Miwa-no-Oh hay Miwa-no-Ohkimi (神王[liên kết hỏng]), 798-806.
- Hữu đại thần: Fujiwara no Uchimaro (藤原内麿[liên kết hỏng]), 806-812.
- Nội đại thần
- Đại nạp ngôn: Fujiwara no Otomo (藤原雄友[liên kết hỏng]), 806-807
- Trung nạp ngôn, Fujiwara no Tadanushi

## Gia đình
Hoàng hậu (Kōgō)
- Fujiwara no Tarashiko (藤原帯子; ? -794), cũng được biết đến như Taishi, con gái của Fujiwara no Momokawa

Phi (Hi)
- Nội thân vương Asahara (朝原内親王; 779-817), con gái Thiên hoàng Kanmu
- Nội thân vương Ōyake (大宅内親王; ?-849), con gái Thiên hoàng Kanmu
- Nội thân vương Kan'nabi (甘南美内親王; 800-817), con gái Thiên hoàng Kanmu

Nội thị (Naishi-no-kami)
- Fujiwara no Kusuko (藤原薬子; ?-810), vợ cũ của Trung nạp ngôn Fujiwara no Tadanushi và là con gái Fujiwara no Tanetsugu
- Fujii no Fujiko / Toshi (葛井藤子), con gái của Fujii no Michiyori. Bà sinh ra Hoàng tử Abo (阿 保 親王) (792-842)
- Ise no Tsugiko (伊 勢 継 子) (772-812), con gái của Ise no Ona, sinh ra 5 người con: Hoàng tử Takaoka (高丘 親王) (799-881), Thái tử trong 809 (bị lật đổ vào năm 810), Hoàng tử Kose (巨 勢 親王) (d. 882); công chúa Kamitsukeno (上 毛 野 内 親王) (d. 842), công chúa Isonokami (石 上 内 親王) (d. 846), công chúa Ohara (大原内親王) (d. 863), 14 Saiō ở Ise Shrine (806-809)
- Ki no Iokazu (紀 魚 員), con gái của Ki no Kotsuo, sinh ra công chúa ENU (叡 努 内 親王) (d. 835)